# Raja Casablanca
Raja Club Athletic (RCA) (arap.: نادي الرجاء الرياضي) je profesionalni športski klub smješten u Casablanci (Maroko). Klub je osnovan 20. ožujka 1949. od strane nacionalista kao dio političke borbe protiv francuske vladavine.

## Trofeji

### Domaća natjecanja
- Marokanska liga

Pobjednici (12): 1988., 1996., 1997., 1998., 1999., 2000., 2001., 2004., 2009., 2011., 2013., 2020.
Drugoplasirani (9): 1960., 1966., 1986., 1991., 1993., 2003., 2005., 2010., 2014., 2021.
- Marokanski kup

Pobjednici (7): 1974., 1977., 1982., 1996., 2002., 2005., 2012.
Drugoplasirani (5): 1965., 1968., 1983., 1992., 2013.

### Afrička natjecanja
- CAF Liga prvaka

Pobjednici (3): 1989., 1997., 1999.
Drugoplasirani: 2002.
- CAF Kup

Pobjednici: 2003.
- CAF Superkup

Pobjednici: 2000.
Drugoplasirani: 1998.
- Afro-azijsko klupsko prvenstvo

Pobjednici: 1998.

### Arapska natjecanja
- Arapska liga prvaka

Pobjednici: 2006.
Drugoplasirani: 1996.
- Arapski ljetni kup

Pobjednici: 2007.
- Abha kup

Pobjednici: 2004.
Drugoplasirani: 2001.
- Antifi kup

Pobjednici: 2009.
Drugoplasirani: 2010.

### Svjetska natjecanja
- FIFA Svjetsko klupsko prvenstvo

Grupna faza: 2000.
Drugoplasirani: 2013.
- Internacionalni kup prijateljstva

Pobjednici: 2004

## Treneri
| - Kacem Kassimi (1949–55) - Abdelkader Jalal (1956) - Père Jégo (1957–68) - Abdellah Blinda (1968–70) - Houmane (1970–73) - Tibari (1973–77) - Tachkov (1977–82) - Pál Orosz (1982–86) - Harmatallah Hassan (1986–88) - Fernando Cabrita (1988–89) - Rabah Saadane (1989–90) - Fernando Cabrita (1990–91) - Mohamed Fakhir (1992–96) - Evgeni Rogov (1996) - Alexandru Moldovan (1996–97) |  | - Abdellah El Ammari (1997) - Vahid Halilhodžić (1997–98) - Oscar Fulloné (1998–00) - Valdeir Vieira (2000) - Alexandru Moldovan (2000–01) - Silvester Takač (2001) - Fathi Jamal (2001–02) - Walter Meeuws (2002–03) - Henri Michel (2003–04) - Acácio Casimiro (2004) - Alain Fiard (2004) - Henri Stambouli (2004–05) - Alexandru Moldovan (2005) - Oscar Fulloné (2005–06) - Paco Fortes (2006–07) |  | - Mohammed Nejmi (2007) - Jean-Yves Chay (2007–08) - Jamal Sellami (2008) - José Romão (2008–09) - Carlos Mozer (2009) - José Romão (2009–10) - Henri Michel (2010) - Mohamed Fakhir (2010–11) - Ilie Balaci (2011) - Bertrand Marchand (2011–12) - Mohamed Fakhir (2012–13) - Faouzi Benzarti (2013–14) - Abdelhak Benchikha (2014) - José Romão (2014–) |

## Predsjednici
| - Ben Abadji Hejji (1949–50) - Boujemaa Kadri (1953–??) - Laachfoubi Lbouaazzaoui - Karim Hajjaj - Mekki Laârej |  | - Mohamed Maâti Bouabid - Abdellatif Semlali - Abdelaziz Lemsioui - Abdelwahed Maâch - Abdellah El Ferdaous (1981–84) |  | - Abdelkader Retnani (1985–89) - Mhamed Aouzal (1990–92) - Abdellah Rhallam (1992–98) - Ahmed Ammor (1998–02) - Abdesslam Hanat (2002–04) |  | - Abdelhamid Souiri (2004–07) - Abdellah Rhallam (2007–10) - Abdesslam Hanat (2010–12) - Mohamed Boudrika (2012–) |